# Îlet du Trésor
Ne doit pas être confondu avec Îles du Trésor.
L'îlet du Trésor est une petite île inhabitée de Martinique. Elle appartient administrativement à La Trinité.

## Description
L'île est située à l'est de la presqu'île de la Caravelle, au bout de la pointe Caracoli, à l'entrée de la baie du Trésor ; ses deux parties de l'île ne sont reliées qu'à marée haute.
À 700 m à l'est, près de l'extrémité de la pointe, se trouve le petit îlet Caracoli.

## Faune
L'île accueille les sternes, en particulier la sterne fuligineuse (Onychoprion fuscatus). On observe également, à partir de fin avril, le noddi brun dit "le moine" (Anous stolidus). Plus rares sont les frégates superbes (Fregata magnificens). Cet oiseau a été chassé au début de la colonisation pour sa graisse que l'on croyait médicamenteuse. 
Au pied des falaises on peut voir des crabes ciriques de mer (Callinectes sapidus) appelés "zagaias" aux Antilles. Les mues desséchées de ces crabes sont parfois visibles sur les rochers.